# Club Sportiv Comunal 1599 Șelimbăr
Club Sportiv Comunal 1599 Șelimbăr, comunemente noto come 1599 Șelimbăr o semplicemente come Șelimbăr (ʃeˈlimbər), è un società calcistica rumena con sede a Șelimbăr, attualmente militante in Liga II.
1599 Șelimbăr è stata fondata nel 2016, con il nome di Viitorul Șelimbăr al fine di continuare la tradizione calcistica nel comune, dopo lo scioglimento della vecchia squadra, Sevișul Șelimbăr.

## Storia
CSC 1599 Șelimbăr è stata fondata nel 2016, con il nome di Viitorul Șelimbăr, da un gruppo di giovani del comune, coordinato da Nicolae Preuteasa, al fine di continuare la tradizione calcistica a Șelimbăr dopo lo scioglimento della vecchia squadra, Sevișul Șelimbăr. La squadra principale è stata iscritta direttamente nella Liga IV, Distretto di Sibiu, dove si è classificata 6a (2016–17) e 2a (2017-18), prima di finire 1a e avere la possibilità di giocare una partita di play-off della promozione.
Nei play-off di promozione, il Șelimbărenii ha superato il CS Gheorgheni (campione del distretto di Harghita), 5-3 e promosso per la prima volta nella sua storia in Liga III, ma anche sei anni dopo la retrocessione del Sevișul da questa categoria.
Dopo due stagioni in terza divisione, il Viitorul Șelimbăr viene promosso in Liga II, sotto la guida di Florin Maxim. Il Viitorul è la prima squadra di Șelimbăr che ha ottenuto questo risultato nella storia del comune del distretto di Sibiu. Nella stessa estate, il Viitorul Șelimbăr è stato rinominato CSC 1599 Șelimbăr.

## Palmarès
- Liga III: 1

2020-2021
- Liga IV: 1

2018-2019

## Organico

### Rosa 2024-25
Aggiornato al 10 novembre 2024
| N. |                     | Ruolo | Calciatore        |
| -- | ------------------- | ----- | ----------------- |
| 1  | Romania (bandiera)  | P     | Marian Brașoveanu |
| 3  | Romania (bandiera)  | D     | Salvatore Marrone |
| 4  | Romania (bandiera)  | D     | Benjamin Hanzu    |
| 5  | Romania (bandiera)  | D     | Luca Popa         |
| 6  | Romania (bandiera)  | D     | Ciprian Natea     |
| 7  | Romania (bandiera)  | D     | George Monea      |
| 8  | Ghana (bandiera)    | C     | Emanuel Baba      |
| 9  | Ucraina (bandiera)  | A     | Vitaliy Nerukh    |
| 10 | Spagna (bandiera)   | A     | Rodri Hernando    |
| 13 | Romania (bandiera)  | A     | Cosmin Bucuroiu   |
| 14 | Romania (bandiera)  | D     | Cătălin Gogor     |
| 15 | Romania (bandiera)  | C     | Robert Boboc      |
| 17 | Moldavia (bandiera) | C     | Tudor Butucel     |
| 20 | Romania (bandiera)  | C     | Lucian Buzan      |
| 21 | Romania (bandiera)  | A     | Bogdan Rotar      |

| N. |                     | Ruolo | Calciatore       |
| -- | ------------------- | ----- | ---------------- |
| 22 | Romania (bandiera)  | C     | Casian Soare     |
| 23 | Romania (bandiera)  | A     | Daniel Olariu    |
| 30 | Romania (bandiera)  | D     | Raul Gherman     |
| 33 | Moldavia (bandiera) | C     | Corneliu Cotogoi |
| 68 | Romania (bandiera)  | P     | Rareș Măluțan    |
| 70 | Croazia (bandiera)  | A     | Matko Babic      |
| 71 | Romania (bandiera)  | D     | Sorin Șerban     |
| 77 | Romania (bandiera)  | C     | Emanuel Bârză    |
|    | Moldavia (bandiera) | D     | Vadim Dijinari   |
|    | Romania (bandiera)  | A     | Ruben Vecerdea   |
|    | Romania (bandiera)  | C     | Andrei Ilaș      |
|    | Romania (bandiera)  | C     | Vlad Bădău       |
|    | Romania (bandiera)  | A     | Petre Drăghescu  |
|    | Romania (bandiera)  | A     | Darius Cosma     |